# 詹姆士·弗萊恩
詹姆士·弗萊恩（James Dominic Frain ，1968年3月14日—）是英國的一位演員。他最著名的作品包括在都鐸王朝中飾演托马斯·克伦威尔角色。他也出演過多部BBC電視劇。